# 5.º distrito congresional de California
El 5.º distrito congresional es un distrito congresional que elige a un Representante para la Cámara de Representantes de los Estados Unidos por el estado de California.  Según la Oficina del Censo, en 2011 el distrito tenía una población de 698 132 habitantes. Actualmente el distrito está representado por el Demócrata Mike Thompson.

## Demografía
Según la Oficina del Censo de los Estados Unidos, en 2011 había 698 132 personas residiendo en el 5.º distrito congresional. De los 698 132 habitantes, el distrito estaba compuesto por 393 072 (56.3%) blancos; de esos, 358 307 (51.3%) eran blancos no latinos o hispanos. Además 96 021 (13.8%) eran afroamericanos o negros, 7 938 (1.1%) eran nativos de Alaska o amerindios, 119 378 (17.1%) eran asiáticos, 8 471 (1.2%) eran nativos de Hawái o isleños del Pacífico, 62 877 (9%) eran de otras razas y 45 140 (6.5%) pertenecían a dos o más razas. Del total de la población 187 417 (26.8%) eran hispanos o latinos de cualquier raza; 158 909 (22.8%) eran de ascendencia mexicana, 4 877 (0.7%) puertorriqueña y 819 (0.1%) cubana. Además del inglés, 3 308 (18%) personas mayor a cinco años de edad hablaban español perfectamente.
El número total de hogares en el distrito era de 258 741 y el 60.2% eran familias en la cual el 30.7 tenían menores de 18 años de edad viviendo con ellos. De todas las familias viviendo en el distrito, solamente el 37.5% eran matrimonios. Del total de hogares en el distrito, el 7.4 eran parejas que no estaban casadas, mientras que el 1.1% eran parejas del mismo sexo. El promedio de personas por hogar era de 2.66. 
En 2011 los ingresos medios por hogar en el distrito congresional eran de US$43 644, y los ingresos medios por familia eran de US$61 913. Los hogares que no formaban una familia tenían unos ingresos de US$103 935. El salario promedio de tiempo completo para los hombres era de US$41 910 frente a los US$40 052 para las mujeres. La renta per cápita para el distrito era de US$21 699. Alrededor del 18.9% de la población estaban por debajo del umbral de pobreza.